# 卡瓦尼利亞斯區
卡瓦尼利亞斯區（西班牙語：Distrito de Cabanillas），是秘魯的一個區，位於該國東南部普諾大區的聖羅曼省，始建於1958年2月28日，面積1,267.06平方公里，海拔高度3,885米，2005年人口5,658，人口密度每平方公里4.5人。